# Reynhard Sinaga
Reynhard Tambos Maruli Tua Sinaga (sinh ngày 19 tháng 2 năm 1983) là một kẻ hiếp dâm hàng loạt người Indonesia, người bị kết án với 159 tội phạm tình dục, trong đó có 136 vụ cưỡng hiếp nam thanh niên ở Manchester, Anh, giữa năm 2015 và 2017, nơi anh ta đang sống như một  học sinh trưởng thành.  Anh ta bị kết tội đã đánh thuốc mê và tấn công tình dục 48 người đàn ông trong thời gian này, 44 người trong số đó anh ta đã hãm hiếp, mặc dù cảnh sát tin rằng anh ta đã vi phạm trong nhiều năm trước đó. Anh đã bị truy tố trong bốn phiên tòa từ năm 2018 đến 2020 và nhận 88 bản án chung thân với thời hạn tối thiểu là 30 năm.  Công tố đã mô tả Sinaga là kẻ hiếp dâm nhiều nhất trong lịch sử pháp lý Anh.
Cảnh sát cho rằng anh ta đã hãm hiếp hoặc tấn công ít nhất 195 người đàn ông ở Manchester, đã đợi họ ở bên ngoài các hộp đêm, quán rượu và các địa điểm tương tự nửa đêm về sáng. Sau đó hắn đề nghị họ ở lại căn hộ của mình, sau đó đánh thuốc mê và hãm hiếp nạn nhân của hắn. Sau một số cuộc tấn công, anh ta khoe khoang về hành động của mình trên WhatsApp.

## Lý lịch
Sinaga sinh năm 1983 tại Jambi, Sumatra, Indonesia,, trong một gia đình Công giáo. Sau khi hoàn thành bằng cấp về Kiến trúc tại Khoa Kỹ thuật của Đại học Indonesia tại Depok năm 2006, năm 2006, anh chuyển đến Anh bằng visa sinh viên và bắt đầu học vào tháng 8 năm 2007 tại Đại học Manchester, nơi anh đã hoàn thành bằng thạc sĩ Kế hoạch năm 2009 và bằng Thạc sĩ Xã hội học năm 2011.
Ở lại ở Manchester, anh ta bắt đầu học Tiến sĩ Đại học Leeds vào tháng 8 năm 2012 về địa lý nhân loại, mà anh ta chưa hoàn thành. Luận án, có tựa đề "Tình dục và chủ nghĩa xuyên quốc gia hàng ngày giữa người Nam Á đồng tính nam và lưỡng tính ở Manchester", đã được đệ trình vào tháng 8 năm 2016, nhưng nó được đánh giá là "thất bại" và Sinaga đã dành thời gian để sửa chữa. Anh ta hỗ trợ tài chính bởi cha mình, một nhân viên ngân hàng chuyển sang lĩnh vực dầu cọ. Mẹ của Sinaga đã đến phiên tòa trước khi xét xử, nhưng không có mặt trong bất kỳ phiên xét xử nào. Khi còn ở Manchester, Sinaga sống công khai với tư cách là một người đồng tính nam, sống không xa làng đồng tính của Manchester, và có nhiều bạn trai. 
Thỉnh thoảng anh đi du lịch ở châu Âu, bao gồm chuyến thăm Paris vào tháng 9 năm 2017 cho một stag do.

## Các vụ tấn công
Sinaga sống trong một căn hộ ở trung tâm Manchester, nơi đóng vai trò là căn cứ cho các cuộc tấn công của anh ta. Anh ta sẽ đợi những người đàn ông rời khỏi hộp đêm và quán bar trước khi dẫn họ đến căn hộ của anh ta, thường mời họ đi đâu đó để uống nước hoặc gọi taxi. Cung cấp cho họ một loại đồ uống có cồn, được cho là đã bị GHB, Sinaga sau đó sẽ hành hung các nạn nhân trong khi họ bất tỉnh và quay video cuộc tấn công bằng điện thoại di động. Anh ta hiếm khi sử dụng bao cao su khi quan hệ xâm nhập vào cơ thể nạn nhân của mình; mặc dù vậy, anh ta được phát hiện âm tính với các bệnh lây truyền qua đường tình dục khi bị bắt.
Vào thời điểm bản án của anh được tuyên bố vào tháng 1 năm 2020, hầu hết các nạn nhân của Sinaga đều được biết đến là những thanh niên dị tính, với ba trường hợp ngoại lệ. Anh ta thấy "biến" đàn ông dị tính thành một môn thể thao. Trong một nạn nhân vào tháng 1 năm 2015, người đã cãi nhau với bạn gái trong hộp đêm Factory gần nhà của Sinaga, anh ta nói với một nhóm WhatsApp: "SuperRey cứu những chàng trai thẳng từ bạn gái quái dị của họ."  Vào tháng 6 năm 2017, nạn nhân cuối cùng của anh ta, một nạn nhân cuối cùng của anh ta. 18 tuổi, tỉnh lại trong khi bị anh ta hãm hiếp, chống lại kẻ tấn công của mình và báo cáo vụ việc với cảnh sát. Việc cảnh sát kiểm tra hai chiếc iPhone của Sinaga đã dẫn đến việc phát hiện 3,29TB bằng chứng video kỹ thuật số về các vụ tấn công và cưỡng hiếp. Nhiều nạn nhân của anh ta có thể truy tìm được vì Sinaga giữ điện thoại, đồng hồ, thẻ, v.v. như những chiến tích của cuộc chinh phạt của anh ta và anh ta đã sử dụng phương tiện truyền thông xã hội để tiếp cận nạn nhân không biết của mình trên mạng.

## Hành vi phạm tội và xét xử
Hành vi phạm tội sớm nhất của Sinaga xảy ra vào ngày đầu năm mới 2015. Người đàn ông, một người dị tính giống như phần lớn nạn nhân của Sinaga, không thể nhớ gì khi anh ta thức dậy vào ngày hôm sau trong căn hộ của kẻ lạm dụng bị bao phủ trong đống nôn mửa.
Sinaga đã tuyên bố 'không có tội' đối với tất cả các cáo buộc chống lại anh ta với kết quả là các nạn nhân của anh ta phải chịu đựng bằng chứng liên quan trước tòa và các video được trình chiếu cho các bồi thẩm và những người khác có mặt tại các phiên tòa. Để bào chữa, anh ta tuyên bố đã chơi trò chơi tình dục với người đàn ông còn lại giả chết để thỏa mãn những tưởng tượng của mình. Anh ta tuyên bố rằng các cuộc gặp gỡ là sự đồng thuận, một tuyên bố sai vì người ta đã nghe thấy tiếng ngáy của nạn nhân trong các video.
Bốn lần xét xử diễn ra trong khoảng thời gian từ 1 tháng 6 đến 10 tháng 7 năm 2018 bao gồm 13 nạn nhân, từ 1 tháng 4 đến 7 tháng 5 năm 2019 với 12 nạn nhân, 16 tháng 9 đến 4 tháng 10 năm 2019 bao gồm 10 nạn nhân và 12 tháng 12 năm 2019 với 13 nạn nhân, tổng cộng 48 nạn nhân được nêu tên trong số ít nhất 206 nạn nhân mà Sinaga bị cáo buộc là đã hãm hiếp khi họ bất tỉnh. Cảnh sát đã không thể tìm ra 70 nạn nhân của anh ta.
Sinaga bị kết án 136 tội hiếp dâm, 14 tội tấn công tình dục, tám tội hiếp dâm không thành và một tội tấn công bằng cách xâm nhập.
Cha của Sinaga, trong một cuộc phỏng vấn với BBC Indonesia, đã bày tỏ ý kiến của mình một ngày sau khi tuyên án, nơi ông được trích dẫn khi nói rằng con trai ông "phải chịu những nó đáng phải chịu" và "chúng tôi chấp nhận phán quyết. Hình phạt đối với nó phù hợp với tội ác của nó gây ra. Tôi không muốn thảo luận thêm về trường hợp này nữa. " 